# Annandaliella pectinifera
Annandaliella pectinifera is een spinnensoort in de taxonomische indeling van de vogelspinnen (Theraphosidae).
Het dier behoort tot het geslacht Annandaliella. De wetenschappelijke naam van de soort werd voor het eerst geldig gepubliceerd in 1935 door Frederick Henry Gravely.